# Receptor metabotrópico de glutamato 4
O receptor metabotrópico de glutamato 4 é uma proteína que em seres humanos é codificada pelo gene GRM4.  Os receptores metabotrópicos de glutamato são uma família de receptores acoplados à proteína G.